# Mitsubishi X-2
Le Mitsubishi X-2 (anciennement ATD-X Shinshin) est un prototype expérimental d'avion de chasse furtif de cinquième génération. Il est développé par le ministère de la Défense japonais. Le principal entrepreneur du projet est Mitsubishi Heavy Industries. Il s'agit du premier avion furtif de conception entièrement japonaise. ATD-X est un sigle signifiant « Advanced Technology Demonstrator - X ». Le nom en japonais Shinshin (心神) signifie littéralement « l'esprit ».

## Historique

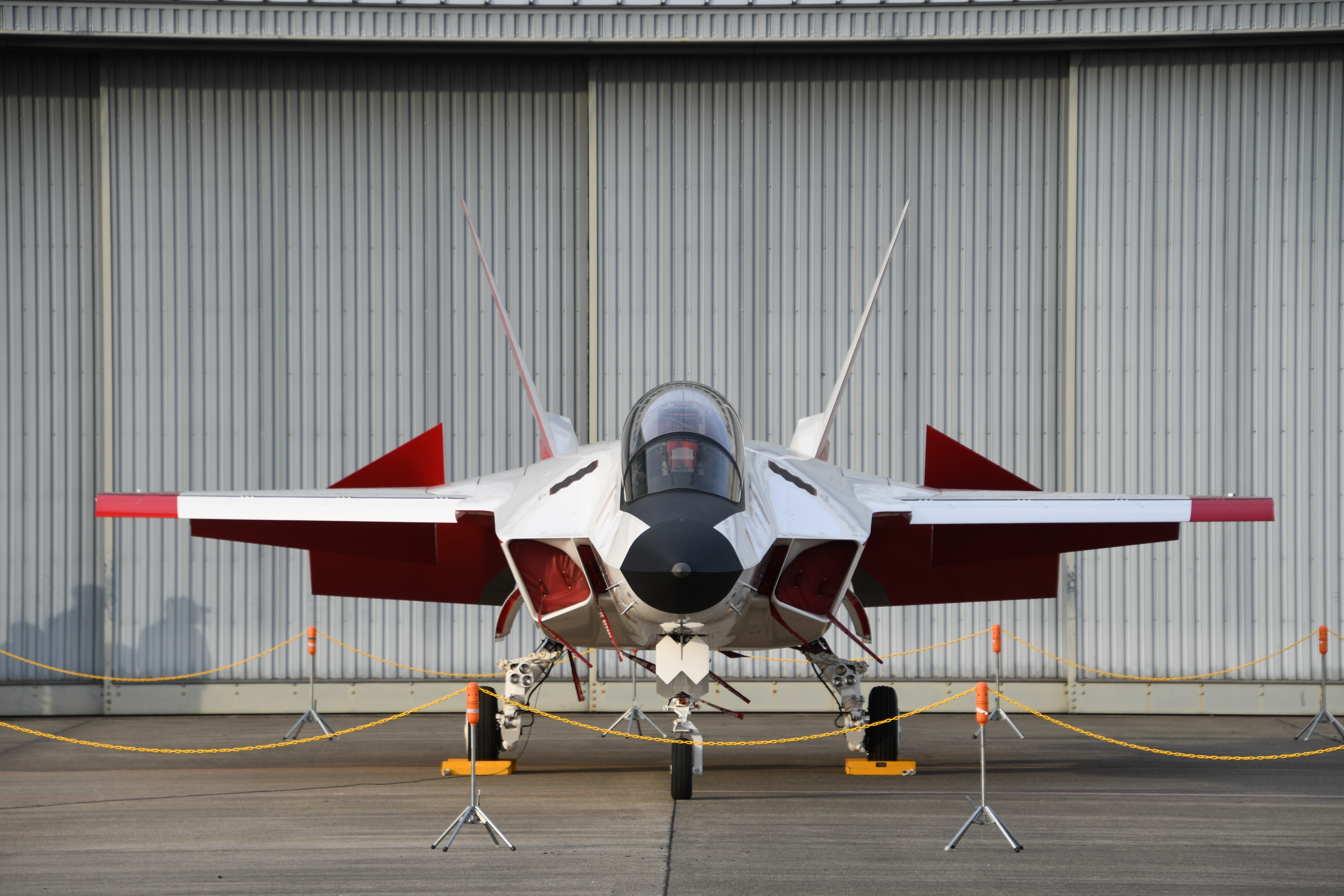
Vue du face du X-2 lors d'une présentation le 10 novembre 2019.

Au début du XXIe siècle, le Japon, désirant moderniser sa flotte vieillissante d'avions de combat, a entamé des négociations avec les États-Unis en vue d'acheter plusieurs chasseurs furtifs Lockheed Martin F-22 Raptor pour sa propre force aérienne. Cependant, le Congrès des États-Unis a refusé l'exportation de cet appareil dans le but de ne pas dévoiler des technologies stratégiques telles que la furtivité avancée. Ce refus a donc contraint le Japon à développer son propre avion de combat moderne furtif tandis qu'il commande le 20 décembre 2011 un lot de 42 F-35A Lightning II, dont le montant est de plus de sept milliards de dollars américains, livrables à partir de 2016.
En 2005, une maquette de l'ATD-X fut construite et utilisée pour étudier la surface équivalente radar en France, dans les infrastructures du centre d'expertise technique DGA Maîtrise de l'information. Une réplique à l'échelle 1/5 radiocommandée a effectué un vol en 2006 pour obtenir des données sur les performances à haut angle d'attaque. Après ces étapes préliminaires, le projet est lancé en 2007, impliquant plusieurs milliards de yens. Le premier vol du prototype est alors prévu pour 2014. Le prototype a été officiellement dévoilé le 22 juillet 2014.
L’agence d’acquisition du ministère de la Défense a dévoilé l’avion de chasse, nommé maintenant X-2, à l’aéroport de Komaki, près de Nagoya . Son premier vol prévu à l'origine pour 2014-2015 a été reprogrammé mi-février 2016, et a eu finalement lieu le 22 avril 2016 à 8 h 50, il a duré 23 minutes. La livraison au ministère de la Défense du démonstrateur doit avoir lieu vers la fin mars 2017.
Ce démonstrateur a effectué un total de 34 vols en novembre 2017 et le programme s'est achevé en mars 2018,.
À long terme, ce prototype devrait aboutir à la mise en service de l'avion de chasse F-3 (qui succédera au F-2 et au F-1). Annoncée en 2013 à l'origine vers l'horizon 2027, la décision de construire un chasseur autochtone est finalement prise en mars 2020 après le rejet des propositions de coopérations américaine et britannique. Le ministère de la Défense japonais déclare vouloir se procurer jusqu'à cent chasseurs dits de cinquième génération pour un coût total estimé à 50 milliards de dollars à la fin de la décennie 2030.
Finalement, des accords sont trouvés avec les Britanniques en 2021. Le 9 décembre 2022, il est annoncé qu'il fusionnera avec le programme BAE Systems Tempest britannique dans un « Global Combat Air Programme » (GCAP).

## Caractéristiques

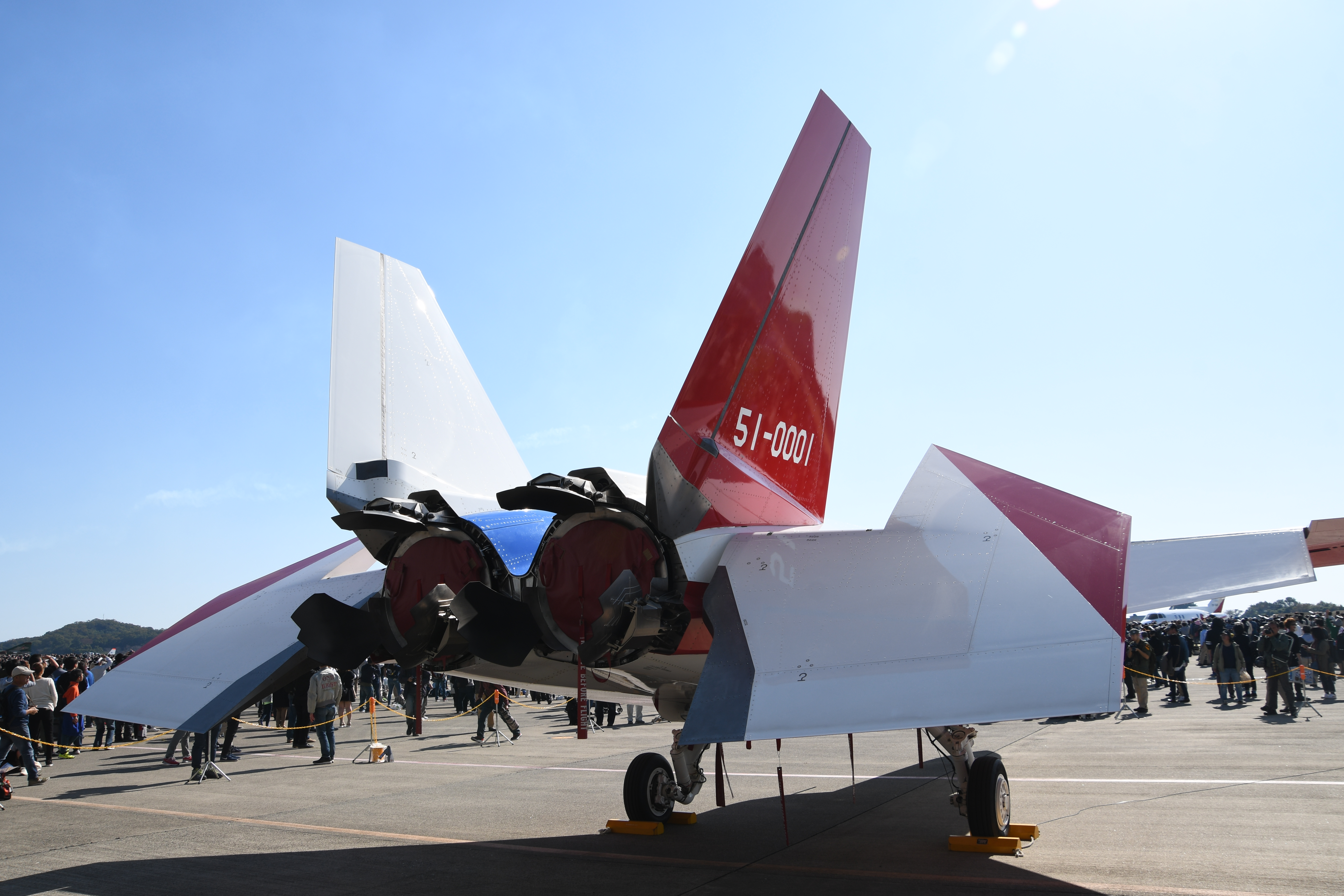
Vue arrière permettant de distinguer le dispositif de poussée vectorielle.

Le ATD-X est utilisé en tant que démonstrateur technologique et prototype de recherches pour déterminer la viabilité des technologies aéronautiques militaires avancées du Japon. L'appareil bénéficie de la poussée vectorielle tridimensionnelle: la poussée est dirigée par trois palettes situées sur chaque tuyère, ce système a déjà été employé sur l'avion expérimental Rockwell-MBB X-31. Autre particularité, les commandes de vol électriques emploient la fibre optique en lieu et place des câbles traditionnels, ce qui permet un débit de données plus élevé et une immunité aux perturbations électromagnétiques. L'appareil embarque un Radar à antenne active (AESA) aux performances et capacités similaires à celles du radar américain AN/APG-81 embarqué à bord du Lockheed Martin F-35 Lightning II.
Une caractéristique encore en développement, baptisée littéralement « fonction d'auto-réparation des contrôles de vol » (自己修復飛行制御機能), permet à l'appareil de détecter automatiquement les dommages et les dégâts causés aux gouvernes de direction et d'ajuster l'utilisation des gouvernes restantes en conséquence, afin de garantir un vol stable et contrôlé. La JASDF a étudié les différents turboréacteurs fournissant une poussée située entre 44 et 89 kN présents sur le marché afin de propulser le prototype. Parmi ceux-ci figurent entre-autres le Snecma M88 et le General Electric F404. C'est l'entreprise japonaise IHI qui a été chargée de concevoir les réacteurs XF5-1 qui propulseront le prototype final.